# Christian County (Kentucky)
Christian County je okres ve státě Kentucky v USA. K roku 2010 zde žilo 73 955 obyvatel. Správním městem okresu je Hopkinsville. Celková rozloha okresu činí 1 875 km².